# Spoorlijn Lérouville - Pont-Maugis
De Spoorlijn Lérouville - Pont-Maugis is een Franse spoorlijn van Lérouville via Verdun naar Pont-Maugis bij Sedan door het dal van de Maas. De gedeeltelijk opgebroken lijn was 142,8 km lang en heeft als lijnnummer 088 000.

## Geschiedenis
De spoorlijn werd tussen 1873 en 1876 aangelegd. 

## Aansluitingen
In de volgende plaatsen is of was er een aansluiting op de volgende spoorlijnen:
Lérouville
RFN 070 000, spoorlijn tussen Noisy-le-Sec en Strasbourg-Ville
RFN 087 300, raccordement van Lérouville 1
RFN 089 000, spoorlijn tussen Lérouville en Metz-Ville
Verdun
RFN 085 000, spoorlijn tussen Saint-Hilaire-au-Temple en Hagondange
Dun-Doulcon
RFN 083 950, fly-over van Dun-Doulcon
RFN 084 300, raccordement van Dun-Doulcon
RFN 213 000, spoorlijn tussen Marcq-Saint-Juvin en Baroncourt
Remilly-Aillicourt
RFN 225 000, spoorlijn tussen Remilly-Aillicourt en Raucourt
Pont-Maugis
RFN 204 000, spoorlijn tussen Mohon en Thionville

## Galerij

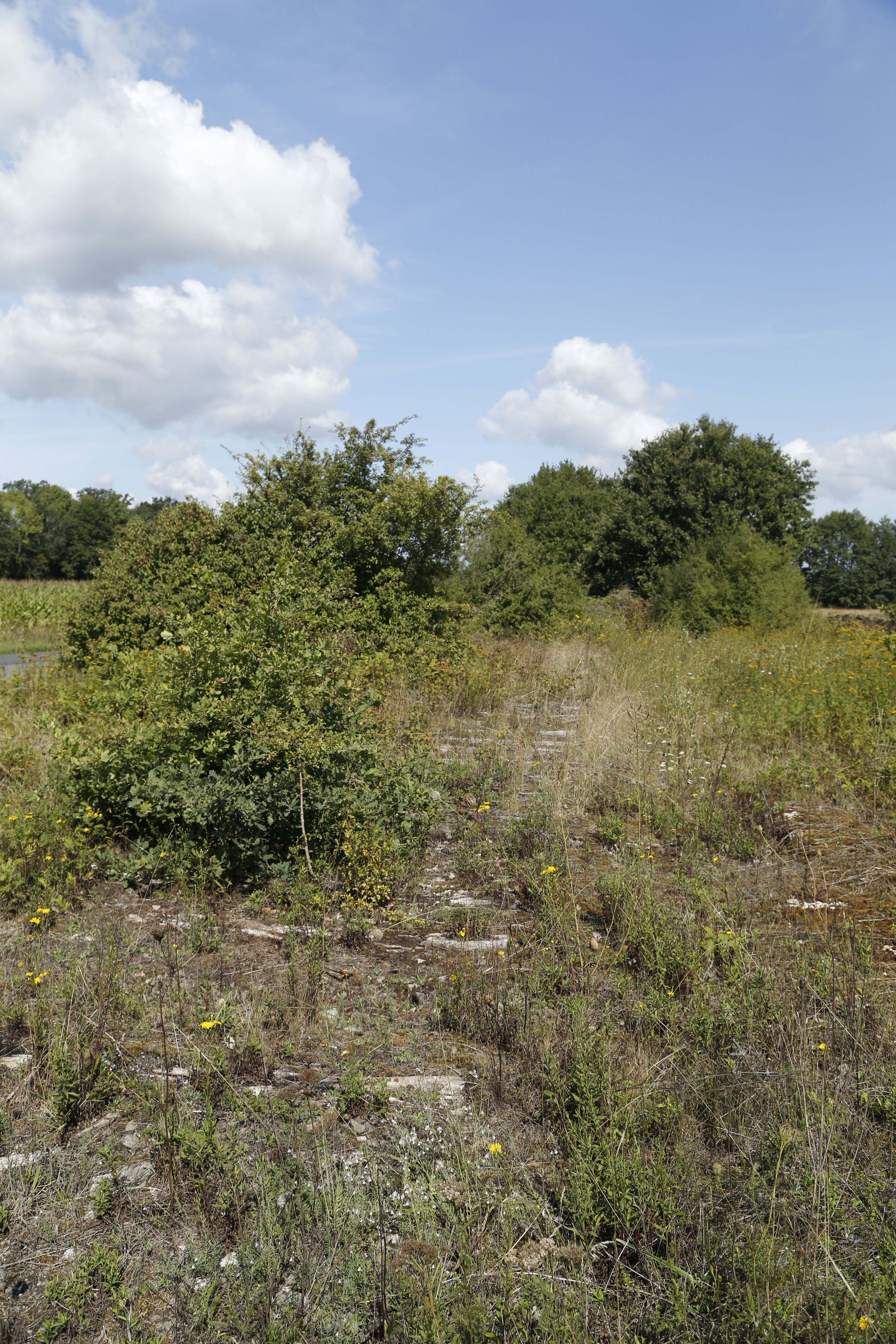
Opgebroken gedeelte tussen Wiseppe en Laneuville
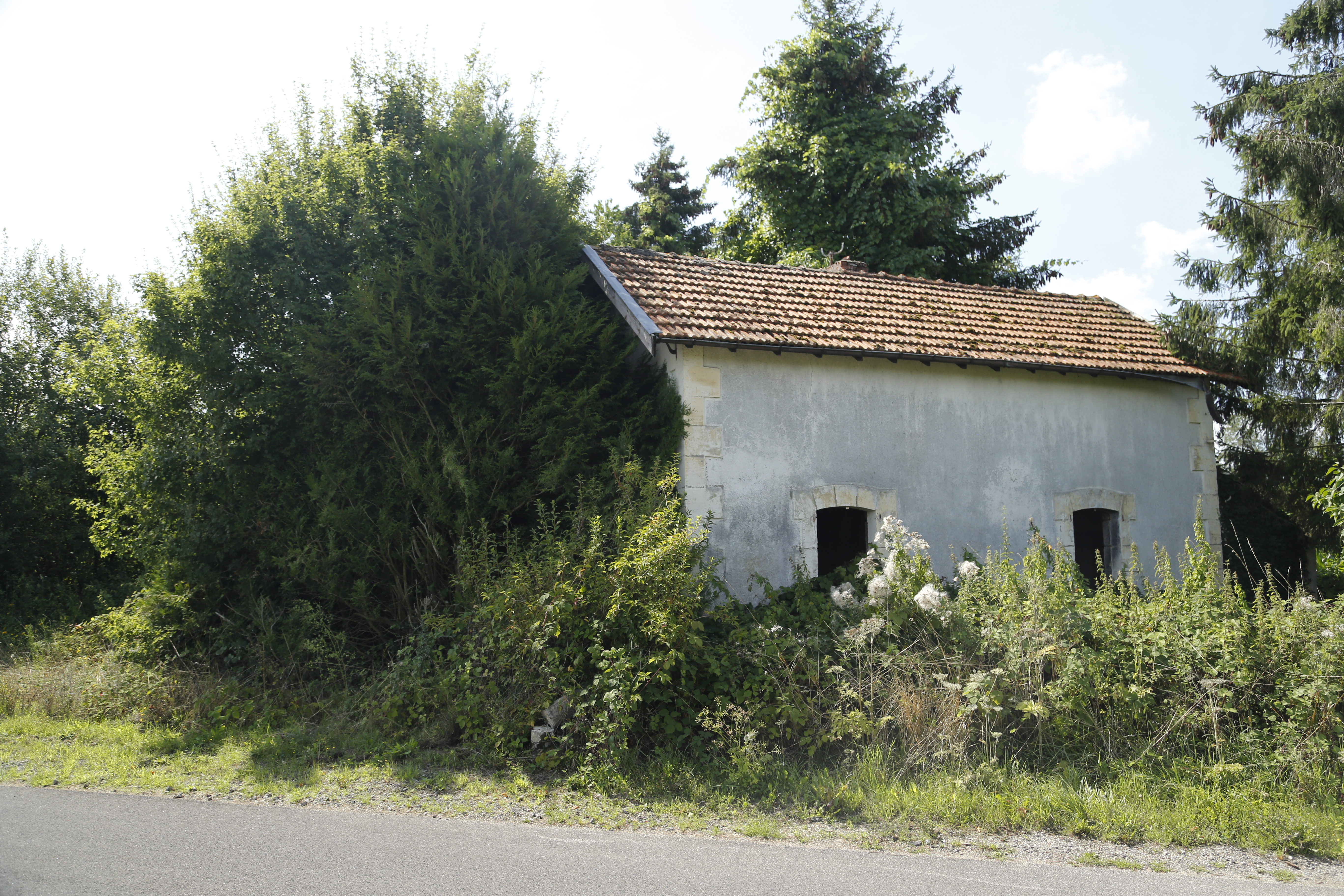
Baanwachtershuis op de kruising met de D30 tussen Wiseppe en Laneuville